# Anansus aowin
Anansus aowin is een spinnensoort uit de familie trilspinnen (Pholcidae). De soort komt voor in Ivoorkust. 